# Suspended Animation
Suspended Animation är det fjärde studioalbumet från Mike Pattons band, det amerikanska progressiv metal-bandet Fantômas. Som deras tidigare album är även detta ett konceptalbum, temat är animerad film och barnleksaker, båda två livligt samplade på skivan. Inspelad samtidigt som Delìrium Còrdia, men släpptes först ett år senare; 2005, av skivbolaget Ipecac Recordings.

## Låtförteckning
1. "04/01/05 Friday" – 0:34
2. "04/02/05 Saturday" – 2:10
3. "04/03/05 Sunday" – 1:45
4. "04/04/05 Monday" – 1:32
5. "04/05/05 Tuesday" – 0:33
6. "04/06/05 Wednesday" – 2:25
7. "04/07/05 Thursday" – 1:08
8. "04/08/05 Friday" – 1:09
9. "04/09/05 Saturday" – 1:17
10. "04/10/05 Sunday" – 2:19
11. "04/11/05 Monday" – 2:17
12. "04/12/05 Tuesday" – 1:15
13. "04/13/05 Wednesday" – 1:31
14. "04/14/05 Thursday" – 2:20
15. "04/15/05 Friday" – 0:39
16. "04/16/05 Saturday" – 0:49
17. "04/17/05 Sunday" – 0:45
18. "04/18/05 Monday" – 0:47
19. "04/19/05 Tuesday" – 0:40
20. "04/20/05 Wednesday" – 1:49
21. "04/21/05 Thursday" – 1:39
22. "04/22/05 Friday" – 2:05
23. "04/23/05 Saturday" – 0:58
24. "04/24/05 Sunday" – 1:48
25. "04/25/05 Monday" – 0:31
26. "04/26/05 Tuesday" – 1:31
27. "04/27/05 Wednesday" – 1:12
28. "04/28/05 Thursday" – 1:30
29. "04/29/05 Friday" – 1:28
30. "04/30/05 Saturday" – 3:08

Alla låtar skrivna av Mike Patton.

## Medverkande
Fantômas
- Mike Patton – sång, keyboard, sampling, arrangemang
- Dave Lombardo – trummor
- Buzz Osborne – gitarr
- Trevor Dunn – basgitarr

Produktion
- Mike Patton – Producent, omslagsdesign
- S. Husky Hoskulds – ljudtekniker, ljudmix
- Gene Grimaldi – mastering
- Martin Kvamme, Yoshitomo Nara – omslagsdesign, omslagskonst
- Lady T – omslagsdesign